# Света лига (1571)
Света лига из 1571. године била је лига медитеранских земаља формирана у циљу заустављања даље турске најезде ка Европи и сламању турског преимућства на мору. Основао ју је папа Пије V, а сачињавале су је Папска држава, Шпанија, Млетачка република, Напуљ, Сицилија, Ђеновљанска република, Велико војводство Тоскане, војводства од Савоје, Парме и Урбина, као и малтешки витезови, познатији као Јовановци.
Ове државе су имале 200 галија, 100 других типова бродова, 50.000 пешака, 4.500 коњаника, и одговарајућу артиљерију за сукоб са Турцима. Као врховни командант био је проглашен дон Хуан од Аустрије, незаконити син Карла V и полубрат шпанског краља, Филипа II, и требало је да га попуне три дела шпанских, два дела млетачких и 1 део папских војника.
Лига је била отворена и за Свето римско царство, Француску и Португал, али ни једна од тих земаља се није придружила. Свето римско царство је желело да одржи мир са Истанбулом, док је Француска била у активном протившпанском савезу са Османским царством. Португал је био у јеку борби у Мароку и сукобима са Османлијама у Црвеном мору и Индијском океану и није имао више војске за још један ратни подухват.
Лига је првобитно била формирана како би помогла Млецима да одбране Кипар који су напали Турци јула 1570. међутим, превише касно да би се спречило турско освајање острва.
Дана 7. октобра 1571. Лига се сукобила на мору са Османским царством у бици код Лепанта и однела победу. Приликом потписивања мира 1573. Лига је била расформирана.